# Cho Yong-pil
Cho Yong-Pil (em coreano: 조용필) nascido em 21 de março de 1950 é um cantor pop sul-coreano que é considerado uma das figuras mais influentes na música popular coreana. Ele estreou como membro da banda de rock Atkins em 1968 e fez sua estréia solo com o single de sucesso "Come Back to Busan Port" em 1976. Cho lançou 19 álbuns solo e manteve-se consistentemente popular durante seus 50 anos de carreira, é chamado de avó do K-Pop